# Oštri vrh
Oštri vrh ist ein Dorf in der Gemeinde Staro Petrovo Selo in der kroatischen Gespanschaft Brod-Posavina.
Das Dorf liegt nördlich von Staro Petrovo Selo und südlich von Vladisovo. Zum Zeitpunkt der Volkszählung von 2001 lebten 203 Menschen in Oštri vrh.
Die meisten Leute beschäftigen sich mit Landwirtschaft.
Seit dem 9. Juni 2009 begannen die Arbeiten für die Magistrale Rohrwasserleitungsstelle Davor-Stivca mit der Wasserspeicherstelle Staro Petrovo Selo.

## Geschichte
Das Dorf Oštri Vrh wurde 1412 in einem Schreiben eines benachbarten Königshauses erwähnt.
Die mittelalterlichen Besitzer dieses Dorfes stammten wahrscheinlich aus der Stadt Požega. Später nannten sie sich nach diesem Gut die Adligen von Ostrovrški.
Als die Osmanen nach 1530 das Dorf Oštri Vrh eroberten, erkannten sie bald die Bedeutung der Position von Oštri Vrh und beschlossen, es gut zu befestigen. 1544 errichteten sie eine Festung, doch nach kurzer Zeit fielen die Krajina-Soldaten in Cernik ein und rissen bei dieser Gelegenheit die Festung ab. Später wurde die Festung jedoch von den Türken fertiggestellt, was aber in den Jahren des Krieges um die Befreiung Slawoniens nicht viel half.
Nach der Niederlage der Osmanen in Slawonien im Jahr 1684 wurden die Kämpfe bis 1691 fortgesetzt. Dieser Terror dauerte bis 1715.
Die kroatische und serbische Bevölkerung aus Bosnien (Povrbasje), Banija, Lika und Kordun lässt sich in den verlassenen Gebieten nieder.
Im Jahr 1730 hatte das Dorf etwa 10 Häuser. Auf dem Hügel in der Nähe des Dorfes, inmitten der Weinberge, befinden sich die Ruinen der Kirche Sv. Ladislav. Im Jahr 1746 hatte das Dorf 12 Häuser und 50 Einwohner.
Aus dem Bericht des Gutsverwalters Georg Xavery Störr vom 15. November 1736 geht hervor, dass das Dorf 17 Häuser hat. Die Oberhäupter der Familien sind:
Andria Romzeviz, Matho Pejakoviz, Lovro Samardziz, Pejo Glissuriz, Djuka Glissuriz, Martin Dobriziz, Matho Samardziz, Mathan Thadianoviz, Augustin Dobriziz, Matho Kekelia, Luca Rakitshiz, Pavo Jelliz, Perno Pavloviz, Jure Kasalo, Parthol Karakas, Jurica Dobriziz, Misco Romzeviz, Simo Gregoritsh
Im Jahr 1750 hatte Ostri Vrh 13 Häuser, 18 Familien und 115 Einwohner. Oberhäupter waren:
Juro Jerić, Andrija Tabretić, Bartol Kovaćević, Juro Vrešanović, Matija Budin, Tomo Dabretić, Ilija Tadianović (1697 – 3. März 1767), Ivan Šumagaj, Ivan Tružić, Jeronim Romćević, Jakov Peaković, Stjepan Jakobović und Mato Maistrović.
Ein Bericht aus dem Jahr 1765 besagt, dass die Kapelle von Hl. Ladislaus mit Rinde, Glockenturm und Glocke gab. Um die Kapelle herum befand sich ein Friedhof. Heute befindet sich dieser Friedhof mit dem Fundament der Kapelle über dem Dorf Vladisovo mit den Koordinaten 45 ° 15'40.87N 17 ° 32'5.06E.
Im Jahr 1769 hatte das Dorf 13 Häuser, 27 Familien und 131 Einwohner.
Auf der Militärkarte von 1780 sind 12 Häuser in einer Reihe aufgeführt. "Der Bach Ladnica – so wird es beschrieben – entspringt unterhalb des Hügels "Maksimov hrast" in einem nahe gelegenen hügeligen Wald. Er ist nur über Durchgänge durch den Wald stromabwärts des Dorfes zugänglich.